# العلاقات البرازيلية الفيجية
العلاقات البرازيلية الفيجية هي العلاقات الثنائية التي تجمع بين البرازيل وفيجي.

## مقارنة بين البلدين
هذه مقارنة عامة ومرجعية للدولتين:
| وجه المقارنة                                              | البرازيل | فيجي                                                                 |
| --------------------------------------------------------- | --- | -------------------------------------------------------------------- |
| المساحة (كم2)                                             | 8.52 مليون | 18.27 ألف                                                            |
| عدد السكان (نسمة)                                         | 202.66 مليون | 915.30 ألف                                                           |
| الكثافة السكانية (ن./كم²)                                 | 23.79 | 50.1                                                                 |
| العاصمة                                                   | برازيليا، ريو دي جانيرو | سوفا                                                                 |
| اللغة الرسمية                                             | برتغالية برازيلية، Brazilian Sign Language ‏ | لغة إنجليزية، اللغة الفيجية، اللغة الفيجي الهندية، اللغة الهندستانية |
| العملة                                                    | ريال برازيلي، كروزيرو ريال برازيلي ‏، كروزيرو البرازيلية (1990–1993)، البرازيلي كروزادو نوفو، كروزادو برازيلي، cruzeiro ‏، كروزيرو البرازيلية (1942–1967)، الريال البرازيلي (قديم) | دولار فيجي                                                           |
| الناتج المحلي الإجمالي (بليون دولار)                      | 2.06 تريليون | 5.06 مليار                                                           |
| الناتج المحلي الإجمالي (تعادل القوة الشرائية) بليون دولار | 3.22 تريليون | 8.32 مليار                                                           |
| الناتج المحلي الإجمالي الاسمي للفرد دولار أمريكي          | 8.54 ألف | 4.96 ألف                                                             |
| الناتج المحلي الإجمالي للفرد دولار أمريكي                 | 15.89 ألف | 8.79 ألف                                                             |
| مؤشر التنمية البشرية                                      | 0.754 | 0.727                                                                |
| رمز المكالمات الدولي                                      | +55 | +679                                                                 |
| رمز الإنترنت                                              | .br | .fj                                                                  |
| المنطقة الزمنية                                           | | ت ع م+12:00                                                          |

## منظمات دولية مشتركة
يشترك البلدان في عضوية مجموعة من المنظمات الدولية، منها:
| علم المنظمة | اسم المنظمة                        | تاريخ انضمام البرازيل | تاريخ انضمام فيجي |
| ----------- | ---------------------------------- | --------------------- | ----------------- |
|             | الاتحاد البريدي العالمي            | ?                     | ?                 |
|             | يونسكو                             | 4 نوفمبر 1946         | 14 يوليو 1983     |
|             | البنك الدولي للإنشاء والتعمير      | 14 يناير 1946         | 28 مايو 1971      |
|             | منظمة التجارة العالمية             | ?                     | ?                 |
|             | وكالة ضمان الاستثمار متعدد الأطراف | 7 يناير 1993          | 24 سبتمبر 1990    |
|             | الاتحاد الدولي للاتصالات           | 4 يوليو 1877          | 5 مايو 1971       |
|             | منظمة الشرطة الجنائية الدولية      | ?                     | ?                 |
|             | مؤسسة التمويل الدولية              | 31 ديسمبر 1956        | 12 يوليو 1979     |
|             | الأمم المتحدة                      | 24 أكتوبر 1945        | 13 أكتوبر 1970    |
|             | مؤسسة التنمية الدولية              | 15 مارس 1963          | 29 سبتمبر 1972    |
|             | منظمة حظر الأسلحة الكيميائية       | ?                     | ?                 |

## وصلات خارجية
- موقع وزارة الخارجية البرازيلية
- موقع وزارة الخارجية الفيجية